# Agent trouble
Agent trouble je francouzský kriminální film z roku 1987, který režíroval Jean-Pierre Mocky v hlavní roli s Catherine Deneuve a Richardem Bohringerem. Jako literární předloha posloužil román The Man Who Loved Zoo amerického autora Malcolma J. Bosse.

## Děj
Mladý Victorien jako vždy nemá peníze a snaží se stopovat přes zimní Alsasko. Všimne si zájezdového autobusu. Všichni jsou mrtví kromě řidiče autobusu, který telefonuje v telefonní budce. Victorien vstoupí do autobusu a ukradne mrtvým šperky a peněženky. Poté jede do Štrasburku, kde jeho teta Amanda pracuje v místním etnologickém muzeu. Vypráví jí o příhodě s autobusem. Poté se setká se svou známou Julií v zoo, kde na protest proti držení zvířat v zajetí přeskočí bariéru a požaduje vypuštění lvů.
Tajný agent Alex se toho večera setká s řidičem autobusu Tonym a dozví se, že mrtvé někdo okradl. Tony však našel zápisník patřící Victorienovi. Amanda se mezitím svěří svému příteli Stanislasovi a vypráví mu Victorienův příběh. Mezitím média informovala o nehodě. Autobus s 50 pasažéry havaroval u Lac Noir, horského jezera v Alsasku. Victorien jde za Julií, která provozuje malý nevěstinec. K Julii dorazí i Alex, který se vydává za potenciálního zákazníka s lahví šampaňského. Ukáže Julii zápisník a chce od ní znát adresu Victoriena. Alex jí poté do sklenice přimíchá jed. Victorien, který se dokázal proplížit ven, aniž by si toho Alex všiml, vidí Julii pít šampaňské a umírat. Navštíví Amandu a ukáže jí peněženky a průkazy cestujících v autobuse. Na dohodnutém místě setkání Victorien požaduje od Alexe peníze. Blíží se další muž a Victorien se snaží uprchnout. Alex zabije muže a také postřelí Victoriena, který spadne smrtelně zraněný do kolejiště. Aby jeho smrt vypadala jako sebevražda, Alex odtáhne Victorienovo tělo na kolej, kde se blíží vlak.
Alex se vloupe do Amandina bytu a hledá průkazy totožnosti, ale bez úspěchu.  Amanda je přesvědčená, že Victorien byl zavražděn a sama se pustí do pátrání. Zúčastní se autobusového zájezdu do Lac Noir. Když se skupinou turistů dorazí do penzionu, objeví se Alex, který mezitím zabil i Tonyho. Další den se připojí k turistické skupině a Amanda si uvědomí, že jde po ní.
Amanda se od jednoho z místních dozví, že Lac Noir byl kontaminován po nehodě v laboratoři.
Druhý den ráno Alex přepadne Amandu na horské železnici a požaduje doklady cestujících v autobuse. Řekne mu, že je dala policii a také informovala dva právníky o jeho trestné činnosti. Na další zastávce společně vystoupí a Alex jí sdělí, že lidé v autobuse byli zavražděni, aby je ušetřili mučivé smrti způsobené kontaminací, a aby se o kontaminaci nikdo nedozvěděl. Nadmořská výška nedělá Alexovi dobře. Nemá dostatek kyslíku a musí si sednout. Amanda jde za policií. Náhle se s mužem od vlády objeví Amandin přítel Stanislas. Alex jim řekne, že Amanda teď všechno ví. Když dva policisté odvádějí Alexe, Stanislas se snaží Amandě vysvětlit, proč by pro ni nebylo dobré, kdyby vyšla na veřejnost s pravdou.

## Obsazení
| Catherine Deneuve    | Amanda Weber               |
| Richard Bohringer    | Alex                       |
| Tom Novembre         | Victorien                  |
| Dominique Lavanant   | Catherine „Karen“ Dariller |
| Sophie Moyse         | Delphine                   |
| Kristin Scott Thomas | Julie                      |
| Héléna Manson        | Madame Sackman             |
| Hervé Pauchon        | Tony                       |
| Charles Varel        | Norbert                    |
| Maxime Leroux        | doktor                     |
| Sylvie Joly          | Edna                       |
| Pierre Arditi        | Stanislas Gautier          |
| Michel Varille       | Tonyho malý přítel         |
| Antoine Mayor        | Tintin                     |
| Dominique Zardi      | zahradník                  |
| Isabelle Mergault    | servírka                   |
| Luc Delhumeau        | taxikář                    |

## Ocenění
- César: vítězství pro nejlepší herečku ve vedlejší roli (Dominique Lavanant) a nominace v kategoriích nejlepší filmová hudba (Gabriel Yared), nejlepší herečka (Catherine Deneuve), nejlepší herec ve vedlejší roli (Tom Novembre).